# Veit Krauß
Veit Krauß (* 3. September 1893 in Coburg; † 2. März 1968 in Görlitz) war ein deutscher Maler und Grafiker in der Lausitz.

## Leben und Werk
Krauß studierte in den Jahren 1910/1911 an der Kunstakademie Düsseldorf. Dort war Ludwig Heupel-Siegen sein Lehrer. Er lebte ab 1920 als freischaffender Künstler in Hörnitz und war u. a. Mitglied des Lausitzer Künstlerbunds.
Das Adressbuch verzeichnet ihn dort 1926 als Kunstmaler in Haus Nr. 62. Krauß nahm als Soldat an den beiden Weltkriegen teil. In der Zeit des Nationalsozialismus war Krauß obligatorisch Mitglied der Reichskammer der bildenden Künste. Es ist für diesen Zeitraum jedoch lediglich eine Ausstellung belegt.
Krauß galt vor allem als Meister des Aquarells, schuf aber auch Tafelbilder, Druckgrafiken und Zeichnungen, u. a. für Buchillustrationen. Die Kunstkritikerin Erna von Watzdorf nannte ihn 1925 in einer Ausstellungs-Rezension „Darsteller wuchtiger Arbeitergestalten“.

## Werke (Auswahl)

### Tafelbilder
- Bauarbeiter (Öl; 1949 auf der Ausstellung „Mensch und Arbeit“)[3]
- Winterlandschaft (Öl, 64 × 81 cm; Sächsischer Kunstfonds)
- Winterliches Zittau (Öl, 64,5 × 80,5 cm; Sächsischer Kunstfonds)

### Buchillustrationen
- Sagenbuch des Zittauer Gebirges. Verlag der Oberlausitzer Heimatzeitung, 1922
- Fritz Günther: Du meine Lausitz. Streifzüge durch die Südlausitz und das nordböhmische Grenzland. Verlag Werner Klotz, Zittau, 1928
- Erkämpft das Menschenrecht. Der arbeitenden Jugend. Jugendweiheausschuss Dresden (Hrsg.). Ostsachsen-Druckerei, Löbau, 1931
- Rudolf Rosenbusch: Der Jahreskreis. Zwölf Gedichte. Lehrwerkstatt der Städt. Handwerker- und Gewerbeschule, Zittau, 1943

## Weitere Ausstellungen (unvollständig)

### Einzelausstellungen
- 1938: Zittau, Stadthaus (mit Ruth Meier)

- postum 2003/2004: Zittau, Museum Dittelsdorf (zum 110. Geburtstag; Malerei)

### Ausstellungsbeteiligungen
- 1925: Görlitz, Görlitzer Gedenkhalle (Kunstschau des Lausitzer Künstlerbunds)
- 1925: Bautzen, Räume des Kunstvereins in Stadtmuseum (6. Jahresausstellung des Lausitzer Künstlerbunds)
- ca. 1930: Bautzen ("1. Ausstellung der Arbeitsgemeinschaft der Lausitzer Bildenden Künstler")
- 1933: Bautzen, („5. Ausstellung der Arbeitsgemeinschaft der Lausitzer Bildenden Künstler“; mit den Bildern Heimkehrender Bauer, Oberlausitzer Gut, Sommertag und Pflügender Bauer)[4]

- 1934: Dresden, Sächsische Kunstausstellung
- 1934: Dresden, Brühlsche Terrasse („Sächsische Aquarell-Ausstellung“)
- 1948: Bautzen, Stadtmuseum („2. Jahresausstellung Lausitzer bildende Künstler“)[5]
- 1949: Görlitz, Aula der 10. Grundschule („3. Jahresausstellung Lausitzer Bildender Künstler“)[6]

- 1949: Berlin („Mensch und Arbeit“)

#### Postum
- 2012: Zittau, Städtische Museen (Werke aus der Zittauer Sammlung)
- 2015: Zittau, Kulturhistorisches Museum Franziskanerkloster („Mitten im Krieg. Lausitzer Künstler in den beiden Weltkriegen.“)
- 2020: Großschönau, Kunstkabinett des Deutschen Damast- und Frottiermuseums („Von Wilhelm Fröhlich bis Veit Krauß“)